# لویولا (کالیفرنیا)
لویولا (به انگلیسی: Loyola) یک منطقهٔ مسکونی در ایالات متحده آمریکا است که در شهرستان سانتا کلارا، کالیفرنیا واقع شده‌است. لویولا ۳٫۸۰۳ کیلومتر مربع مساحت و ۳٬۲۶۱ نفر جمعیت دارد و ۷۵ متر بالاتر از سطح دریا واقع شده‌است.